# Чемпіонат світу з хокею із шайбою 1954
Чемпіонат світу з хокею із шайбою 1954 — 21-й чемпіонат світу з хокею із шайбою, який проходив в період з 26 лютого по 7 березня 1954 року. Матчі відбувались у шведському Стокгольмі. 
У рамках чемпіонату світу пройшов 32-й чемпіонат Європи.
Вперше в історії золоті нагороди чемпіонату світу та Європи (з першої спроби) завоювала збірна СРСР на чолі із Всеволодом Бобровим, був визнаний найкращим нападаючим турніру.
Збірна СРСР виграла свої перші п'ять матчів перш, ніж зустрілась з господарем та чинним чемпіоном світу, збірною Швеції. Шведи, вже програли канадцям 0:8, але цей матч закінчився бойовою нічиєю 1:1 (фінал європейського чемпіонату). В останньому матчі турніру зустрілись фаворити змагань канадці та хокеїсти СРСР, обидві збірні до цього матчу йшли без втрат. За матчем спостерігали до 16000 уболівальників, у матчі домінували радянські хокеїсти які здобули перемогу 7:2.
Починаючи з цього року ІІХФ розпочав визнавати найкращих гравців чемпіонату світу.

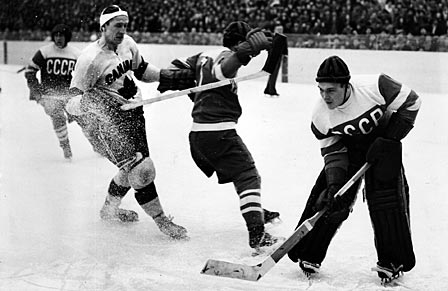
Матч збірних СРСР та Канади

## Результати
|                |           |                |   |                |                      |
| 26 лютого 1954 | Стокгольм | Чехословаччина | — | Швейцарія      | 7:1 (3:1, 1:0, 3:0)  |
| 26 лютого 1954 | Стокгольм | СРСР           | — | Фінляндія      | 7:1 (2:0, 3:1, 2:0)  |
| 26 лютого 1954 | Стокгольм | Швеція         | — | Норвегія       | 10:1 (3:0, 4:1, 3:0) |
|                |           |                |   |                |                      |
| 27 лютого 1954 | Стокгольм | Канада         | — | Швейцарія      | 8:1 (3:0, 2:0, 3:1)  |
| 27 лютого 1954 | Стокгольм | СРСР           | — | Норвегія       | 7:0 (2:0, 4:0, 1:0)  |
| 27 лютого 1954 | Стокгольм | Чехословаччина | — | ФРН            | 9:4 (2:0, 4:0, 3:4)  |
|                |           |                |   |                |                      |
| 28 лютого 1954 | Стокгольм | Канада         | — | Норвегія       | 8:0 (4:0, 2:0, 2:0)  |
| 28 лютого 1954 | Стокгольм | Швейцарія      | — | ФРН            | 3:3 (2:3, 1:0, 0:0)  |
| 28 лютого 1954 | Стокгольм | Швеція         | — | Фінляндія      | 5:3 (0:0, 2:2, 3:1)  |
|                |           |                |   |                |                      |
| 1 березня 1954 | Стокгольм | Чехословаччина | — | Фінляндія      | 12:1 (3:0, 4:1, 5:0) |
| 1 березня 1954 | Стокгольм | СРСР           | — | ФРН            | 6:2 (1:0, 1:1, 4:1)  |
| 1 березня 1954 | Стокгольм | Швеція         | — | Канада         | 0:8 (0:3, 0:3, 0:2)  |
|                |           |                |   |                |                      |
| 2 березня 1954 | Стокгольм | Фінляндія      | — | Норвегія       | 2:0 (0:0, 1:0, 1:0)  |
| 2 березня 1954 | Стокгольм | СРСР           | — | Чехословаччина | 5:2 (1:1, 2:1, 2:0)  |
| 2 березня 1954 | Стокгольм | Швеція         | — | Швейцарія      | 6:3 (3:1, 3:2, 0:0)  |
|                |           |                |   |                |                      |
| 3 березня 1954 | Стокгольм | Чехословаччина | — | Норвегія       | 7:1 (4:0, 0:0, 3:1)  |
| 3 березня 1954 | Стокгольм | Канада         | — | ФРН            | 8:1 (2:0, 2:0, 4:1)  |
| 3 березня 1954 | Стокгольм | СРСР           | — | Швейцарія      | 4:2 (0:0, 2:1, 2:1)  |
|                |           |                |   |                |                      |
| 4 березня 1954 | Стокгольм | Швейцарія      | — | Норвегія       | 2:3 (0:1, 1:0, 1:2)  |
| 4 березня 1954 | Стокгольм | Канада         | — | Фінляндія      | 20:1 (7:0, 8:1, 5:0) |
| 4 березня 1954 | Стокгольм | Швеція         | — | ФРН            | 4:0 (1:0, 3:0, 0:0)  |
|                |           |                |   |                |                      |
| 5 березня 1954 | Стокгольм | ФРН            | — | Фінляндія      | 5:1 (2:0, 1:0, 2:1)  |
| 5 березня 1954 | Стокгольм | Канада         | — | Чехословаччина | 5:2 (3:1, 0:1, 2:0)  |
| 5 березня 1954 | Стокгольм | Швеція         | — | СРСР           | 1:1 (0:0, 0:0, 1:1)  |
|                |           |                |   |                |                      |
| 6 березня 1954 | Стокгольм | Фінляндія      | — | Швейцарія      | 3:3 (1:1, 0:2, 2:0)  |
| 6 березня 1954 | Стокгольм | Швеція         | — | Чехословаччина | 4:2 (1:2, 2:0, 1:0)  |
|                |           |                |   |                |                      |
| 7 березня 1954 | Стокгольм | ФРН            | — | Норвегія       | 7:1 (3:0, 2:0, 2:1)  |
| 7 березня 1954 | Стокгольм | СРСР           | — | Канада         | 7:2 (4:0, 3:1, 0:1)  |

### Підсумкова таблиця

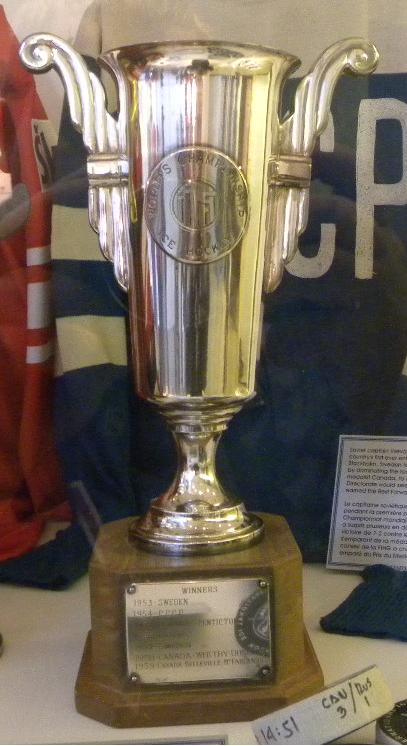
Трофей чемпіонів світу 1954 року

| Місце | Збірна         | Матчі | Перемоги | Нічиї | Поразки | Шайби | Очки |
| ----- | -------------- | ----- | -------- | ----- | ------- | ----- | ---- |
| 1     | СРСР           | 7     | 6        | 1     | 0       | 37:10 | 13   |
| 2     | Канада         | 7     | 6        | 0     | 1       | 59:12 | 12   |
| 3     | Швеція         | 7     | 5        | 1     | 1       | 30:18 | 11   |
| 4     | Чехословаччина | 7     | 4        | 0     | 3       | 41:21 | 8    |
| 5     | ФРН            | 7     | 2        | 1     | 4       | 22:32 | 5    |
| 6     | Фінляндія      | 7     | 1        | 1     | 5       | 12:52 | 3    |
| 7     | Швейцарія      | 7     | 0        | 2     | 5       | 15:34 | 2    |
| 8     | Норвегія       | 7     | 1        | 0     | 6       | 6:43  | 2    |

## Призери чемпіонату Європи
|  | СРСР           |
|  | Швеція         |
|  | Чехословаччина |

## Найкращі гравці чемпіонату світу
Воротар  Дон Локгарт
Захисник  Ларс Бйорн
Нападник  Всеволод Бобров